# Liaoceratops
Liaoceratops — рід цератопсів, що існував у ранній крейді (126 млн років тому). Виявлений у Китаї.

## Історія дослідження
Скам'янілості кількох особин Liaoceratops виявлені у відкладеннях формації Їсянь у провінції Ляонін. Голотип складається з досить повного черепа молодої дорослої тварини. Крім того, другий зразок був призначений як паратип у 2002 році, череп молодої тварини. У 2007 році третій череп із ще молодшого екземпляра був віднесений до виду. Кришка черепа цього зразка відсутня, що пояснюється тим, що хижак розірвав мозкову оболонку, щоб з'їсти мозок. Ще один екземпляр був виділений у 2015 році. Вперше описано посткраніальний скелет.
У 2018 році було описано зуби та досліджено за допомогою комп'ютерної томографії. У 2023 році мозок і вухо описали детальніше.

## Назва
Родова назва Liaoceratops перекладається як «цератопс з Ляоніна». Видова назва yanzigouensis походить від села Яньзігоу, поблизу якого виявлено рештки цих динозаврів.

## Опис
Liaoceratops був відносно невеликим динозавром, досягаючи 50 см завдовжки та 2 кг маси тіла. Довжина черепа голотипа становить 154 міліметри, паратипа — 111 міліметрів, а третього екземпляра — 61 міліметр.
Череп мав лише сліди рогів і коміра, характеристики, які були більш виражені у пізніших цератопсів. Однак ці ледь помітні структури допомогли зрозуміти еволюцію цих динозаврів. Liaoceratops, у цьому сенсі, буде розміщений між надзвичайно примітивними Psittacosauridae, без коміра та рогів, і розвиненішими Neoceratopsia.